# Tyrrell 014
O 014 é o modelo utilizado da Tyrrell em 1985 a partir do GP da França e em 1986 até San Marino de Fórmula 1. Condutores: Martin Brundle, Stefan Bellof, Ivan Capelli e Philippe Streiff.

## Resultados[1]
(legenda) 
| Ano  | Chassi | Motor                 | N° | Pilotos          | 1   | 2     | 3     | 4   | 5   | 6   | 7     | 8   | 9     | 10  | 11  | 12  | 13   | 14    | 15    | 16   | Pontos | Posição |  |
| ---- | ------ | --------------------- | -- | ---------------- | --- | ----- | ----- | --- | --- | --- | ----- | --- | ----- | --- | --- | --- | ---- | ----- | ----- | ---- | ------ | ------- |  |
|      |        |                       |    |                  |     |       |       |     |     |     |       |     |       |     |     |     |      |       |       |      |        |         |  |
|      |        |                       |    |                  | BRA | POR   | SMR   | MON | CAN | USE | FRA   | GBR | GER   | AUT | NED | ITA | BEL  | EUR   | RSA   | AUS  |        |         |  |
| 1985 | 014    | Renault EF4B V6 Turbo | 3  | Martin Brundle   |     |       |       |     |     |     | Ret G | 7 G |       |     | 7 G | 8 G | 13 G | Ret G | 7 G   | NC G | 31     | 10º     |  |
| 1985 | 014    | Renault EF4B V6 Turbo | 3  | Stefan Bellof    |     |       |       |     |     |     |       |     | 8 G   | 7 G |     |     |      |       |       |      | 31     | 10º     |  |
| 1985 | 014    | Renault EF4B V6 Turbo | 4  | Stefan Bellof    |     |       |       |     |     |     |       |     | Ret G |     |     |     |      |       |       |      | 31     | 10º     |  |
| 1985 | 014    | Renault EF4B V6 Turbo | 4  | Ivan Capelli     |     |       |       |     |     |     |       |     |       |     |     |     |      | Ret G |       | 4 G  | 31     | 10º     |  |
| 1985 | 014    | Renault EF4B V6 Turbo | 4  | Philippe Streiff |     |       |       |     |     |     |       |     |       |     |     |     |      |       | Ret G |      | 31     | 10º     |  |
|      |        |                       |    |                  |     |       |       |     |     |     |       |     |       |     |     |     |      |       |       |      |        |         |  |
|      |        |                       |    |                  | BRA | SPA   | SMR   | MON | BEL | CAN | EUA   | FRA | GBR   | GER | HUN | AUT | ITA  | POR   | MEX   | AUS  |        |         |  |
| 1986 | 014    | Renault EF15 V6 Turbo | 3  | Martin Brundle   | 5 G | Ret G | 8 G   |     |     |     |       |     |       |     |     |     |      |       |       |      | 2 (11) | 7º      |  |
| 1986 | 014    | Renault EF15 V6 Turbo | 4  | Philippe Streiff | 7 G | Ret G | Ret G |     |     |     |       |     |       |     |     |     |      |       |       |      | 2 (11) | 7º      |  |

↑1  Bellof marcou 4 pontos com o Tyrrell 012 equipado com o motor Ford Cosworth.
↑2  Brundle marcou 6 pontos e Streiff 3 num total de 9 pontos com o Tyrrell 015. 